# Opération Passage to Freedom

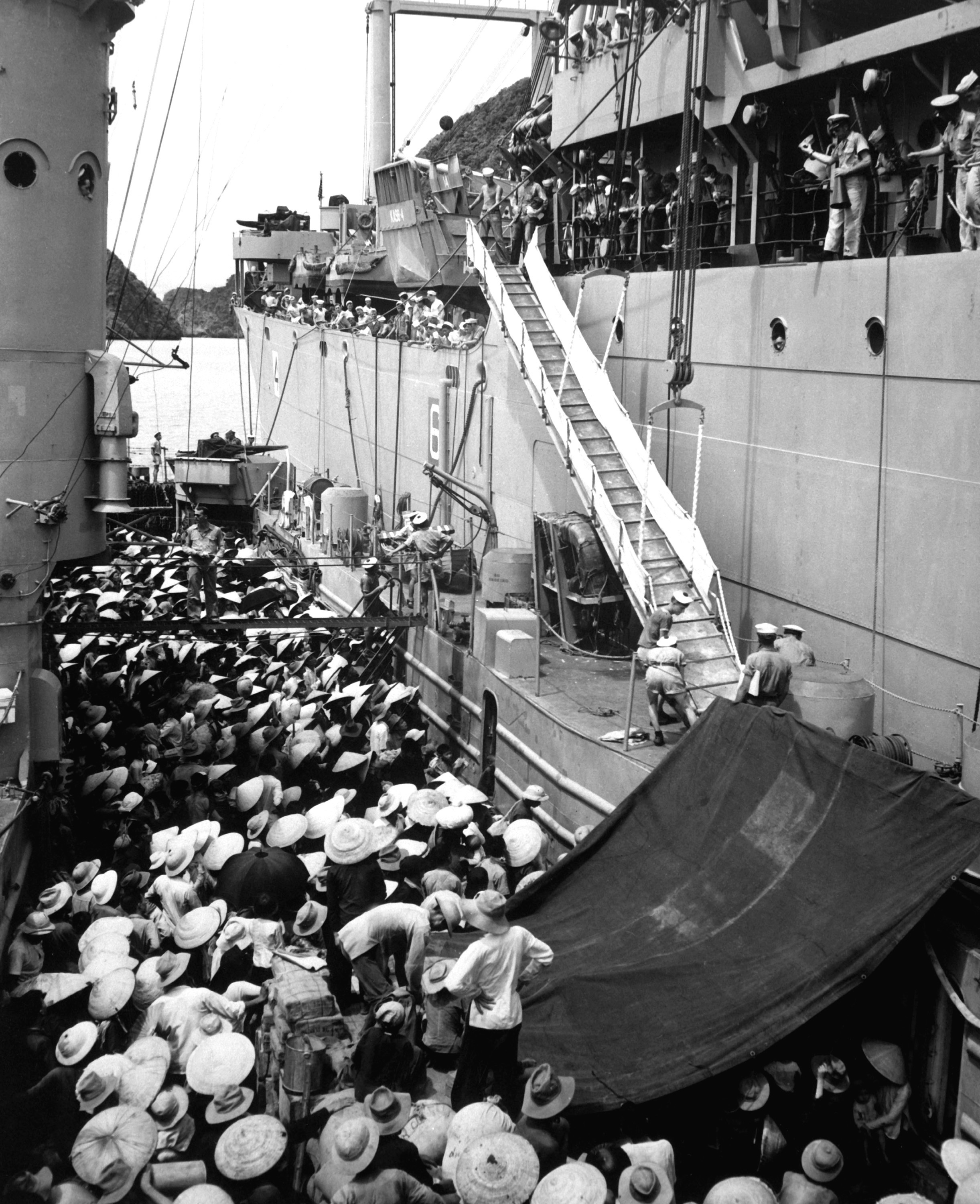
Réfugiés vietnamiens transbordant d'un LSM français au amphibious cargo ship américain USS Montague durant l'opération Passage to Freedom (août 1954).

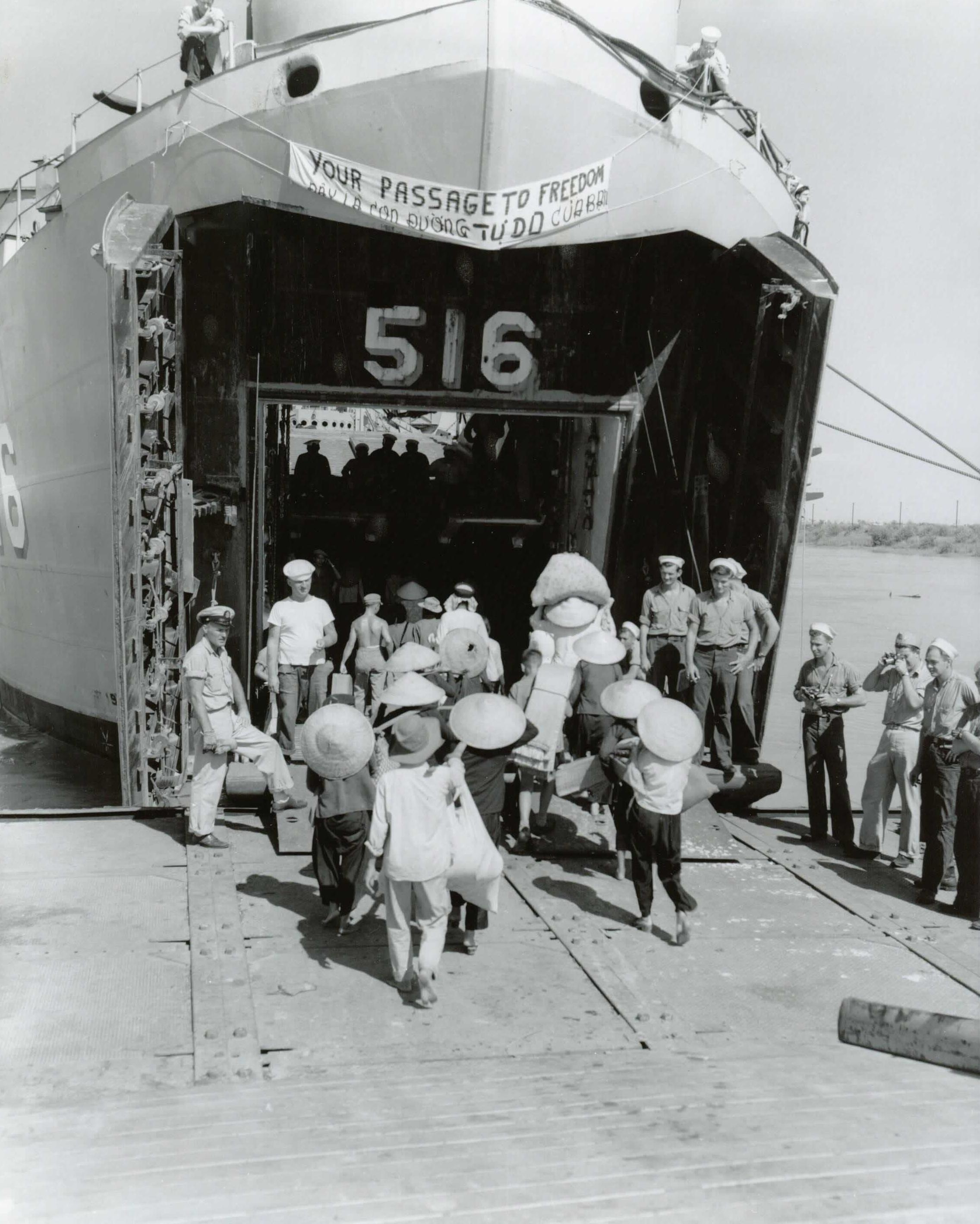
Embarquement à bord du LST USS Calaveras County a Haiphong durant l'opération Passage to Freedom (octobre 1954).

L’opération Passage to Freedom (« Passage vers la liberté ») est une opération de transport organisée entre 1954 et 1955 par l'United States Navy pour plus de 310 000 civils vietnamiens, soldats et membres non vietnamiens de l'armée française, depuis la République démocratique du Viêt Nam (communiste) vers la République du Viêt Nam (anticommuniste).
La marine française a représenté la grande majorité des évacués navals, avec 388 voyages, tandis que la marine américaine en a effectué 109. Les navires britanniques, taïwanais et polonais ont effectué respectivement deux, deux et quatre voyages.
Plus de 500 000 autres personnes ont été transportées par l'armée française, notamment l'Armée de l'air.

## Historique

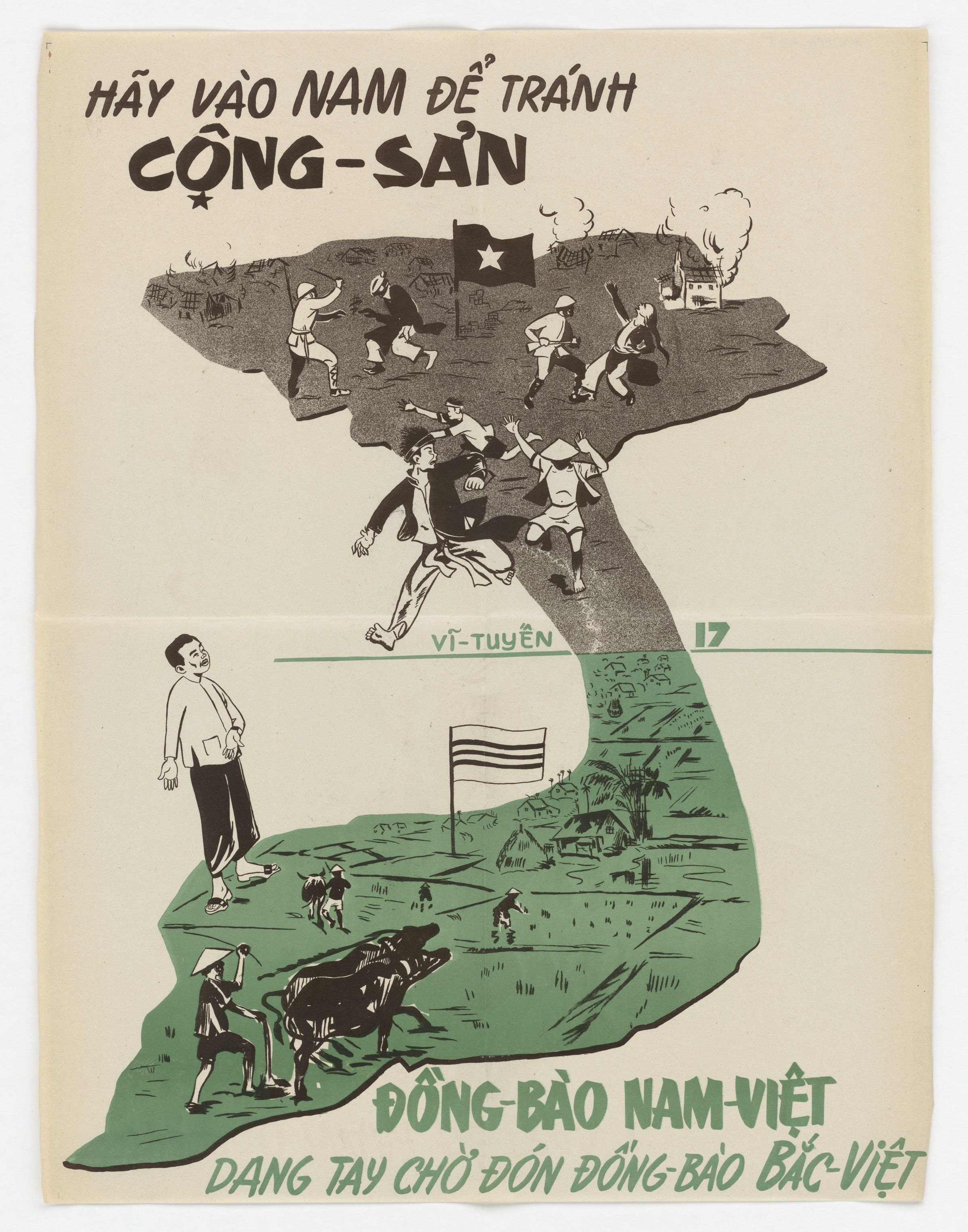
Affiche de propagande en faveur de l'opération publié par la United States Information Agency.

Ce transfert faisait suite à la défaite française lors de la bataille de Diên Biên Phu et aux accords de Genève décidant le sort de l'Indochine française, après les huit années de la guerre d'Indochine. Les accords ont abouti à la partition du Viêt Nam au 17e parallèle nord avec une période de 300 jours se terminant le 18 mai 1955, pendant laquelle les personnes pouvaient circuler librement entre les deux zones avant que la frontière soit fermée.
La partition était destinée à être temporaire, en attendant les élections en 1956 pour réunifier le pays sous un gouvernement national. Plus notable que l'émigration du Sud, l'émigration fut massive chez les habitants du Nord. La Royal Navy déploya le porte-avions HMS Warrior pour aider à cette évacuation.
L'opération a été accompagnée par des dons humanitaires des gouvernements britannique, polonais, ouest-allemand, sud-coréen, américain, japonais, philippin, néo-zélandais, taïwanais, australien et italien, avec le soutien des organisations humanitaires telles que l'UNICEF, la Croix-Rouge, l’International Rescue Committee, Care International et la Jeune chambre Internationale (JCI).